# Ghoubbet-el-Kharab
Ghoubbet al-Kharab (Ghoubet al Kharab arabisch قبة الخراب Qubbat al-Ḫarāb) ist ein Golf des Indischen Ozeans im Gebiet von Dschibuti, der vom Golf von Tadjoura durch eine reißende Strömung getrennt ist.

## Beschreibung
Die Bucht ist umgeben von den Gebieten der Regionen Tadjoura im Norden und Arta im Süden. Die Bucht wird von Bergen wie dem Ardoukoba-Vulkan umgeben und durch diese auch vom Assalsee getrennt. Die Klippen sind bis zu 600 m hoch.
Die Bucht ist mit über 200 m tiefer als der angrenzende Golf von Tadjoura. Sie ist Lebensraum für viele Fische und eine große Anzahl von Haien. Dementsprechend spielt Fischerei eine wichtige Rolle.
Jacques-Yves Cousteau nahm auf seiner Forschungsreisen Untersuchungen im Golf vor.
Der Wasserspiegel des Ghoubbet al-Kharab kann bis zu einem Meter über dem Meeresspiegel liegen, wenn Gezeiten und Wind das Wasser in die Bucht treiben.
Im Ghoubbet al-Kharab liegen zwei Vulkaninseln namens Devil's Islands.

## Name
Die Herkunft des Namens ist unklar. Es sind verschiedene Bezeichnungen in Gebrauch, die aber nicht als Übersetzungen gewertet werden können:
„Teufelskessel“, „Golf der Dämonen“, „Navel of the World“, „Bottomless Bay“.
Weitere Varianten in Umschrift: Ghoubbet el Kharâb, Le Gubbet, Ghoubbat al Kharab, Ghoubbat al Kharâb, Ghoubet Kharab.